# Helius auranticolor
Helius auranticolor là một loài ruồi trong họ Limoniidae. Chúng phân bố ở miền Australasia.